# Collin Grosse
Collin Grosse (Estados Unidos, 12 de julio de 1999) es un jugador profesional estadounidense de rugby que se desempeña en la posición de ala abierto en Old Glory DC, equipo perteneciente a la liga Major League Rugby.

## Carrera
En 2022, Grosse se unió al equipo Old Glory DC, con el cual disputa su segunda temporada en la Major League Rugby. También fue parte de la segunda selección de rugby estadounidense, USA Select XV.